# Anthony Robinson
Pour les articles homonymes, voir Robinson.
Anthony Robinson, né le 22 juillet 1925 et mort le 24 juillet 1982 à Yeovil, est un joueur britannique de hockey sur gazon.

## Carrière
Anthony Robinson a fait partie de la sélection britannique de hockey sur gazon médaillée de bronze aux Jeux olympiques d'été de 1952 à Helsinki.